# زمالة ولفسون للجمعية الملكية
زمالة ولفسون للجمعية الملكية زمالة تقدمها الجمعية الملكية منذ عام 2000، كانت تعرف سابقًا باسم جائزة الامتياز البحثية وولفسون.
تعطى الزمالة من قبل الجمعية الملكية ويتم تمويلها بشكل مشترك بين مؤسسة ولفسون ومكتب المملكة المتحدة للعلوم والتكنولوجيا، لإعطاء الجامعات دعماً مالياً إضافياً لجذب الباحثين الرئيسيين إلى هذا البلد أو للاحتفاظ بمن يسعون للحصول على رواتب أعلى في أماكن أخرى. مع ما يصل إلى سبع جوائز في كل جولة. يتم منح الزمالة في أربع جولات سنوية للحد من هجرة الأدمغة مع ما يصل إلى سبع جوائز في كل جولة.

## الحاصلين عليها
من بين الفائزين بهذه المنحة (انظر مقال جائزة ولفسون بالجمعية الملكية لأبحاث الجدارة):
- سو بلاك.[4]
- صموئيل براونشتاين
- بيتر بونيمان
- مايكل كان (2015)
- كين كارسلو
- ماريانا كسورني
- كانديس كوري (2015)
- نيكولاس ديل (2015)
- روجر ديفيز
- رينيه دي بورست
- نورا دي ليو
- جوناثان إسكس
- إرنستو إسترادا
- وينفي فان
- أندريا سي فيراري
- ماثيو جونت (2015)
- جورج جوزيف
- أندرو غرانفيل (2015)
- بيتر جرين
- روث غريغوري
- مارتين هايرر
- إدوين هانكوك
- مارك هاندلي
- نيكولاس هيغام
- سيف الإسلام (2013)
- براد كارب
- ريبيكا كيلنر (2015)
- دانييلا كون (2015)
- اليستير بايك
- آري لابتيف
- تيم لينتون
- مالكولم ليفيت
- ستيفان ليفاندوفسكي
- ليونيد ليبكين
- جوناثان لويد (2015)
- أندي ماكنزي
- فلاديمير ماركوفيتش
- روبن ماي (2015)
- بول ميلوسكي
- ميلنر جولاند
- تيم مينشول (2015)
- أندريه نيفيس
- بيتر أوهيرن
- وليام لايونهيرت
- فابريس بيرون
- جوردون بلوتكين
- أدريان بودولينو (2015)
- ديفيد ريتشاردسون
- غاريث روبرتس (2015)
- الكسندر روبان (2015)
- دانييلا شميدت (2015)
- ستيفن سيمون
- نايجل سمارت
- جون سمايلي (2015)
- جون سبيكمان
- ديفيد ستيفنسون (2015)
- كيت ستوري (2015)
- أندرو تايلور (2015)
- فرانسواز تيسور (2014)
- ريتشارد توماس
- فلاتكو فيدرال (2007)
- بنيامين ويلكوكس (2015)
- تيم رايت (2015)
- زيهينج يانغ
- نيكولاي إي

## وصلات خارجية
- مؤسسة ولفسون.